# 壓力鍋

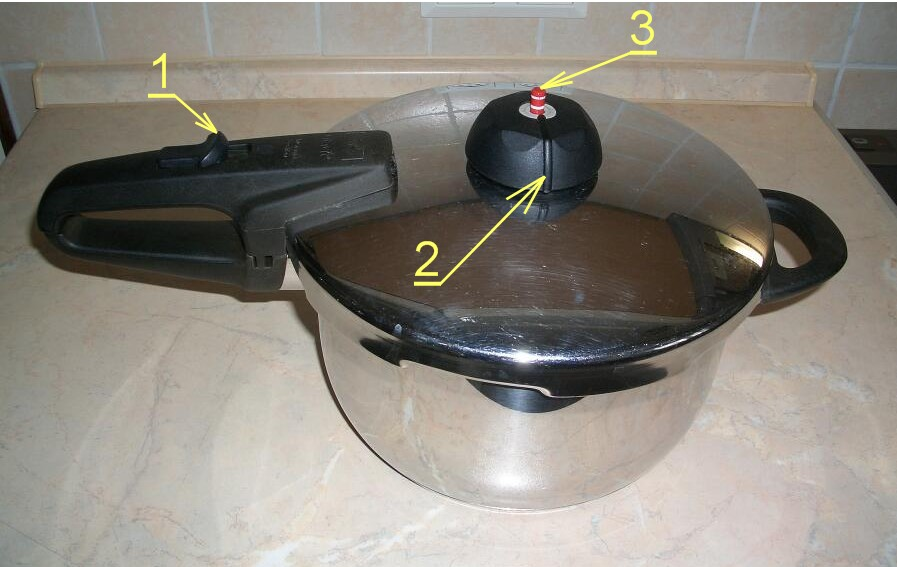
壓力鍋

壓力鍋（又名快鍋、高压锅、壓力煲等）是一種廚房的鍋具。壓力鍋利用液體在較高氣壓下沸點會提升這一物理現象，對水施加壓力，使水可以達到較高溫度而不沸騰，以加快燉煮食物的效率。在高海拔地區，利用壓力鍋可避免水沸點降低而不易煮熟食物的問題。
其優點在於省時及節能，缺點在於不正確操作或有瑕疵時，有可能會爆炸造成傷害。亦有人稱使用壓力鍋所烹調出來的食物的味道会遜於傳統小火慢燉。

## 历史

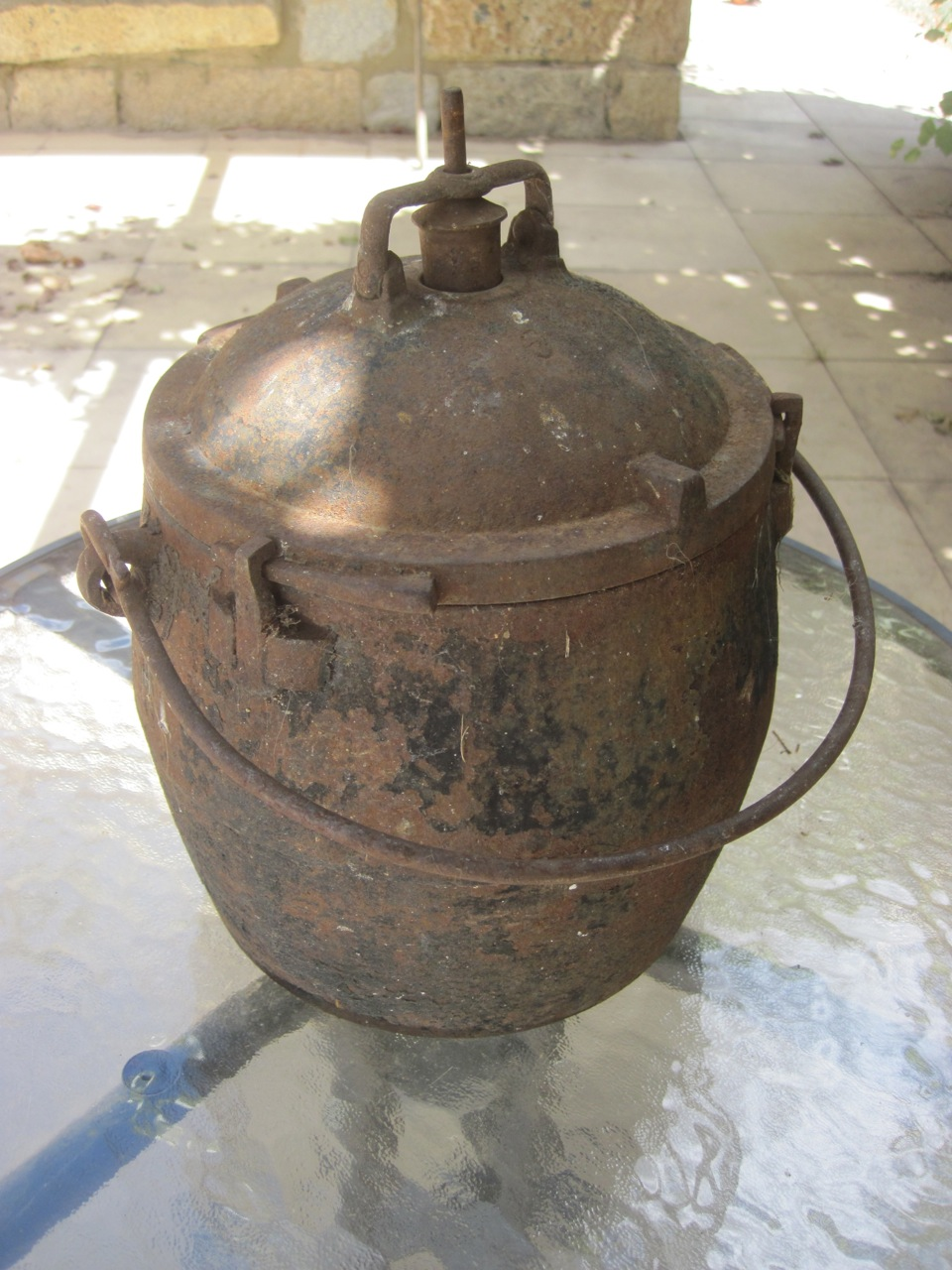
大约在1864年，乔治·葛布罗德制作的压力锅

法国物理学家丹尼斯·帕潘主要研究蒸汽，他在1679年发明了高压蒸锅（steam digester）。它气密性良好，通过增大气压来提高水的沸点，达到缩短烹饪时间的目的。1681年，他把他的发明带到了位于伦敦的英国皇家学会，这个发明却被当作一个实验器材。不过，英国人还是给了他加入学会的资格。
1864年，来自德国斯图加特的乔治·葛布罗德（Georg Gutbrod）开始用马口铁制作压力锅。
1919年，西班牙为萨拉戈萨的何塞·阿历克斯·马丁内兹颁发了压力锅的专利。马丁内兹把它命名为Olla exprés（直译为快速锅），它在专业产权官方公报上的专利号为71143。
1938年，阿尔弗雷德·维舍勒（Alfred Vischler）在纽约展示了他发明的“密封性可调快速锅”（Flex-Seal Speed Cooker），这是第一个家用压力锅。美国和欧洲的厂家都为它展开了竞争。在1939年的纽约世界博览会上，当时被称为“国家压力锅公司”的国家快速工业公司（National Presto Industries）展示了它自主生产的压力锅。